# Скрипников, Даниил Прокофьевич
Даниил Прокофьевич Скрипников (17 декабря 1890 года — 6 октября 1941 года) — советский военачальник, комбриг (17.05.1939),  Полный Георгиевский кавалер.

## Биография
Родился в 1890 году в станице Новощербиновская ныне в Щербиновском районе Краснодарского края, Россия, в семье крестьянина-бедняка.
Работал по найму у зажиточных крестьян, учился грамоте две зимы в церковно-приходской школе.

### Первая мировая война
Осенью 1911 года  призван на военную службу рядовым солдатом в 136-й Таганрогский пехотный полк, окончил учебную команду и команду конных разведчиков, был младшим и старшим унтер-офицером.
С началом Первой мировой войны  в 1914 году с этой же частью на Юго-Западном фронте; к началу 1916 года был произведен в подпрапорщики и имел все четыре степени Георгиевских крестов и две георгиевские медали.
В начале 1917 года за боевые отличия был произведен в  прапорщики (без окончания школы прапорщиков) и назначен командиром конной разведки 136-го Таганрогского пехотного полка, в качестве которого продолжил воевать на Кавказском фронте.
За время войны имел восемь ранений.

### Революция и Гражданская война
С  марта 1917 года на излечении — Новороссийск, Туапсе, Майкоп. Принимал участие в формировании красногвардейских отрядов.
В период Октябрьской революции организовывал красногвардейские отряды – ст. Кабардинская, Гурийская, Михайловская Майкопского округа. В декабре 1917-январе 1918 г. формирование было закончено. 
В ст. Кабардинской сформировал отряд в 180 человек, в Гурийской отряд пополнился до 300 человек. В первых числах февраля 1918 года в ст. Михайловской встретился с отрядом тов Костоглазова, где уже формировались крупные отряды. Был избран военный совет и штаб 3-й армии революционных войск Северного Кавказа.
5 февраля 1918 года избран помощником начальника штаба 3-й армии.
В конце февраля 1918 года избран начальником штаба Михайловского красногвардейского отряда. С этим отрядом личное участие принимал в боях с белогвардейцами в аулах Габукай, Хатлукай, Шенджий, Очепчий и под Краснодаром против войск Корнилова, где был убит и сам Корнилов.
В марте 1918 года Скрипников получил задание сформировать Михайловский полк из бывшего Михайловского отряда в городе Майкопе. К 12 мая 1918 года полк был сформирован, и Скрипников, назначенный командиром этого полка, выступил на фронт под Туапсе против грузинских  меньшевиков и ликвидации белогвардейцев по линии Армавир-Туапсе. В августе 1918 года полк влился в состав 8-й боевой колонны на фронте Белореченская - Майкоп – Курганная – Дундуковская, соединился с частями Таманской армии 10-й боевой колонны.
В сентябре 1918 назначен командиром 2-й стрелковой дивизии 10-й боевой колонны, впоследствии дивизия именовалась 6-й стрелковой 3-го стрелкового корпуса 11-й армии.
В январе 1919 года 3-й корпус переформировался в бригаду, из дивизий и полков Скрипникову было поручено сформировать и возглавить конно-партизанский отряд. К концу февраля 1919 года отряд в составе 1-й кавдивизии и все переформированные отряды и части вошли в состав 11-й армии. В апреле 1919 года отряд  влился во вновь сформированную 7-ю Самарскую кавдивизию, а Скрипников проходил службу в штабе дивизии, затем временно, с июня 1919 по май 1920 года, исполнял должность председателя ремонтной комиссии по комплектованию конским составом дивизии.
В июне 1920 года назначен  командиром 37-го кавалерийского полка, принимал участие в ликвидации улагаевского десанта под Краснодаром, ликвидации врангелевского фронта на Крымском полуострове, был неоднократно ранен. После излечения командирован в высшую школу военной маскировки в Москву на 2-годичный срок.

### Межвоенный период
В 1922 году окончил успешно школу маскировки, направлен в СКВО, работал инструктором маскировки в 11 и 9 саперном батальоне.
С августа 1923 года — помощник командира отдельного саперного эскадрона 6-й Чонгарской кавалерийской дивизии.
В 1924 году окончил курсы усовершенствования при высшей кавалерийской школе в Ленинграде (конно-саперное отделение).
В 1925 году назначен начальником школы младших командиров саперного эскадрона 6-й кавалерийской дивизии.
В 1928 году назначен командиром и комиссаром саперного эскадрона 6-й кавалерийской дивизии, в день 10-летия РККА награждён боевым оружием за боевые отличия в период гражданской войны.
В 1931 году окончил курсы усовершенствования при Ленинградской инженерной школе.
В 1932 году окончил Академические курсы усовершенствования старшего и высшего командного состава при военно-инженерной академии РККА, и  назначен дивизионным инженером 4-й стрелковой дивизии 5-го стрелкового корпуса.
С февраля 1936 года майор Скрипников — исполняющий обязанности помощника командира, а с 1938 года заместитель командира 5-го стрелкового корпуса.
С 1939 года — командир строительного корпуса в Комсомольске-на–Амуре.

### Великая Отечественная война
В  июне 1941 года назначен командиром стрелкового корпуса в Выборге, однако оставлен в Москве при Ставке ВГК, формировал при РКП и РВК Краснопресненского района города Москвы 8-ю стрелковую дивизию народного ополчения.
2 июля 1941 года комбриг Скрипников назначен  командиром  8-й стрелковой дивизии народного ополчения.
С 10 июля 1941 года полки дивизии разместились в лесу в районе Николо-Урюпина и Бузланова. В конце июля дивизия занята на строительстве оборонительных рубежей Можайской линии обороны. C 4 августа 1941 года заняла позиции на Ржевско-Вяземской линии обороны, с 30 августа 1941 года на позициях, оборудованных на восточном берегу Днепра. К октябрю, в связи с началом операции «Тайфун» переведена восточнее Ельни. Вступила в бой 4 октября 1941 года с 15-й моторизированной гренадёрской дивизией  5 октября 1941 года потеряла более половины личного состава, а 6 октября была отрезана от основных сил.
6 октября 1941 года комбриг Скрипников погиб в ночном бою возле деревни Уварово в Ельнинском районе Смоленской области (по другим сведениями  4-го октября 1941 года).
Могила комбрига Скрипникова находится в деревне Уварово.

## Награды

### Награды Российской империи
- Георгиевский крест 1-й степени
- Георгиевский крест 2-й степени
- Георгиевский крест 3-й степени
- Георгиевский крест 4-й степени
- Георгиевская медаль 3-й степени
- Георгиевская медаль 4-й степени

### СССР
- Медаль «XX лет Рабоче-Крестьянской Красной Армии»

## Интересные факты
- Д. П. Скрипников был близко знаком с Г. К. Жуковым по совместной службе в Белоруссии и благодаря его «протекции» был назначен комдивом 8 сд народного ополчения в июле 1941 г. Так случилось, что оба они в своё время командовали 37-м кавалерийским полком Самарской дивизии (Д. П. Скрипников при штурме Перекопа в 1920 г., а Г. К. Жуков - в 30-е годы в Белоруссии). Они одно время, по свидетельству супруги Д. П. Скрипникова К. А. Скрипниковой и сына А. Д. Скрипникова, даже жили в одном финском доме на две семьи в военном гарнизоне.
- Писатель А. Серафимович в числе других также использовал письменные воспоминания Д. П. Скрипникова о таманском походе в своей книге «Железный поток».